# Perdita maculipes
Perdita maculipes är en biart som beskrevs av Cockerell 1896. Perdita maculipes ingår i släktet Perdita och familjen grävbin. Inga underarter finns listade i Catalogue of Life.